# Ida Wells-Barnett
Ida Wells-Barnett (ur. 16 lipca 1862 w Holly Springs, zm. 25 marca 1931 w Chicago) – amerykańska socjolożka, badaczka, dziennikarka, działaczka na rzecz praw osób czarnoskórych i kobiet. W latach 1878–1883 pracowała jako nauczycielka. W 1883 roku podjęła studia w Fiske Institute i LeMoyne Institute. 

## Działalność naukowa
W centrum jej zainteresowań naukowych leżały kategorie rasy, płci i klasy oraz ich wzajemne oddziaływanie w procesie stratyfikacji społecznej. Według niej podstawowym czynnikiem kształtującym życie społeczne była władza, a dominacja i dyskryminacja były strukturalnymi cechami nowoczesnego społeczeństwa. 

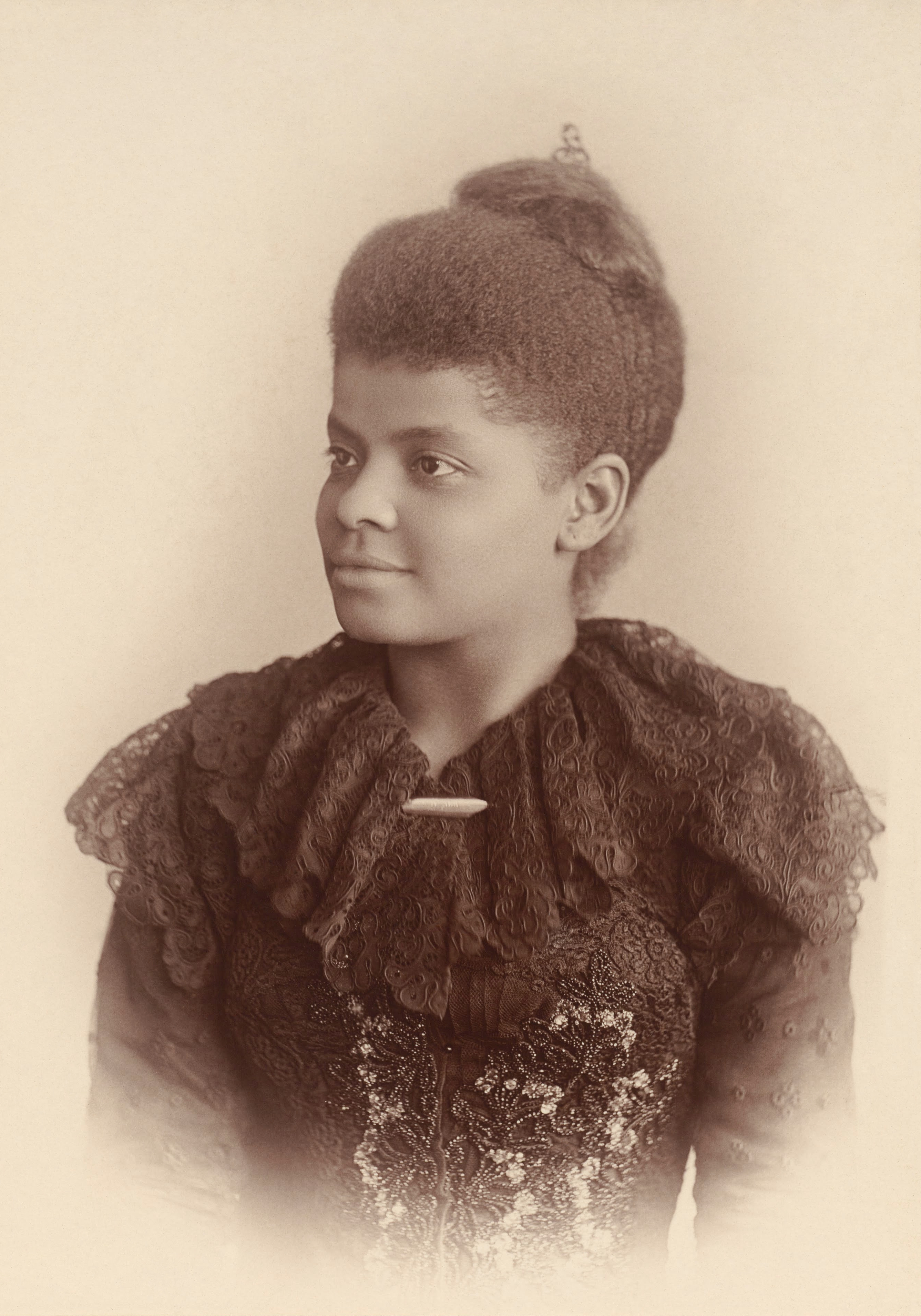
portret Idy B. Wells

Jako badaczka skoncentrowała się na społecznych i prawnych aspektach linczu na czarnoskórych, zjawiska które nasiliło się w Stanach Zjednoczonych w latach 90. XIX wieku i trwało do lat 30. XX wieku. Jej głównym narzędziem badawczym była analiza treści gazet wydawanych przez białoskórych. 
Szczególną uwagę Wells-Barnett poświęciła rozpatrywaniu zjawiska linczu w kontekście płci i seksualności. Lincz często uzasadniano rzekomym zgwałceniem białej kobiety przez czarnego mężczyznę, podczas gdy faktyczna przemoc seksualna białych mężczyzn wobec czarnych kobiet nie była postrzegana w kategoriach zgwałcenia. Owocem tych badań była publikacja Southern Horrors: Lynch Law in All Its Phases (1892, 1893, 1894). W latach 90. XIX wieku Idzie Wells-Barnett grożono śmiercią za podjęcie tego tematu – spalono także redakcję czasopisma, w którym publikowała teksty dotyczące tej kwestii. 
Wells-Barnett opisywała także sytuację Hindusów w Wielkiej Brytanii.

## Działalność społeczna
Ida Wells-Barnett była współzałożycielką takich organizacji jak National Association of Colored Women, National Afro-American Council i National Association for the Advancment of Colored People.

## Wybrane prace dostępne on-line
- Southern Horrors: Lynch Law in All Its Phases (1892, 1893, 1894)
- The Red Record (1895)
- Mob Rule in New Orleans (1900)